# Manuel Gregorio Camelo Martínez
Manuel Gregorio Camelo Martínez (Monterrey, Nuevo León, 1940- Monterrey, 28 de enero de 2008) fue un médico y psiquiatra mexicano.

## Biografía
Manuel Gregorio Camelo Martínez nació en julio de 1940 en Monterrey, la capital del estado mexicano de Nuevo León. Su familia participaba de una larga tradición en el campo de la medicina. Su padre fue el psiquiatra Manuel Camelo Camacho, el fundador de la Clínica para Enfermos Nerviosos y Mentales de Monterrey, su tío materno el Dr. José G. Martínez, médico y político, y su abuelo materno fue el doctor Gregorio D. Martínez, médico y alcalde de Monterrey.

## Formación académica y docencia
Siguiendo la tradición familiar, en el año 1965, Manuel Gregorio Camelo se licenció en medicina en la UNAM obteniendo el título de Médico Cirujano. Siguió sus estudios en la Universidad de Barcelona, donde realizó un posgrado en psiquiatría clínica con los profesores Ramon Sarró y Juan Obiols. Cursó su residencia en el  Hospital de San Baudilio de Llobregat que le permitió alcanzar el título de Psiquiatra en 1967.
Ocupó distintos cargos en la universidad, donde destacó como un excelente docente y gran investigador. Durante su estancia en Barcelona, el Dr. Camelo trabajó en los Departamentos de Psicología Diferencial y Genética, y de Enfermería Psiquiátrica de la Universidad de Barcelona. A su regreso a Monterrey, fue coordinador y profesor titular de la Cátedra de Psiquiatría Psicopatológica en la Facultad de Medicina de la Universidad de Monterrey, desde 1973.  A partir de ese mismo año, fue el presidente del Jurado de Examen Profesional de la Escuela de Medicina de la Universidad de Monterrey. Siguió impartiendo numerosos cursos de psiquiatría clínica en distintas instituciones, como en la Universidad Autónoma de Guadalajara donde ejerció de Profesor Visitante del Curso de Psiquiatría durante seis años, entre 1981 y 1987.
Sus amplios conocimientos sobre aspectos clínicos y de investigación farmacológica le llevaron a participar en numerosos congresos locales, nacionales e internacionales, como los Congresos Mundiales de Psiquiatría, a impartir conferencias y publicar ensayos y artículos en revistas médicas.

## Clínica para Enfermos Nerviosos y Mentales y Fundación Dr. Manuel Camelo
La Clínica para Enfermos Nerviosos y Mentales fue fundada en 1937, por el Dr. Manuel Camelo, padre de Manuel Gregorio, quien la dirigió con un gran éxito. Tras la muerte de su padre, en 1969, el Dr. Manuel Gregorio Camelo, asumía la dirección de dicha institución médica. En el año 1972 transformaba la Clínica que a partir de entonces llevaría el nombre de "Hospital Psiquiátrico Dr. Manuel Camelo Camacho", como reconocimiento a la labor de su fundador. También estrenaría nuevas instalaciones convirtiéndose en una clínica mucho más funcional. En 1985 pasó a manos del Instituto Mexicano del Seguro Social que la transformó en el Hospital Regional Psiquiátrico Número 22 Archivado el 29 de julio de 2014 en Wayback Machine..
Con la voluntad de seguir con los trabajos realizados por su padre y fomentar la investigación y la asistencia social en psiquiatría, en 1987 se creó la Fundación Dr. Manuel Camelo, A.C.. Esta institución organiza el premio anual a la investigación que lleva el nombre del "Dr. Manuel Camelo Camacho". También se creó el Fondo "Carmen Martínez de Camelo" en el Instituto Nacional de Psiquiatría para promover el intercambio académico entre alumnos y profesores de diversas universidades europeas.
En enero de 2008 el Dr. Manuel Gregorio Camelo Martínez falleció en su ciudad. La Presidencia Ejecutiva de la Fundación fue a parar a su hijo, el abogado Manuel Camelo Hernández, quien además ostenta el cargo de Presidente del Patronato del Instituto Nacional de Psiquiatría Ramón de la Fuente y miembro de los consejos de: la Escuela Superior de Música y Danza de Monterrey, el Ballet de Monterrey, el Museo de Louvre y la Escuela Superior de Música Reina Sofía.

## Cargos desempeñados y honores recibidos
El Dr. Camelo Martínez desempeñó importantes cargos en asociaciones de psiquiatría, que combinaba con su actividad docente y profesional, donde destacaron sus colaboraciones con el Instituto Nacional de Psiquiatría Ramón de la Fuente, el Consejo Mexicano de Psiquiatría y con la Asociación Psiquiátrica Mexicana.
En 1967 ingresó en la Asociación Psiquiátrica Mexicana Archivado el 6 de septiembre de 2011 en Wayback Machine. donde ejerció como Coordinador del Capítulo Regional Norte. Fue también Miembro del Consejo Editorial de la Revista Psiquiátrica de esa Asociación desde 1985. En 1973 fue nombrado Jefe del Departamento de Psiquiatría del Hospital Regional del ISSSTE.
Junto a otros colegas de profesión, el Dr. Camelo Martínez fundó el Consejo Mexicano de Psiquiatría, institución creada a instancias de la Academia Nacional de Medicina, con la finalidad de promover la calidad profesional. El Dr. Camelo ostentó el cargo de director y participó como miembro de la Junta de Directores hasta su fallecimiento. También formó parte del Jurado de Examen de Certificación, primero como Vocal del Jurado, entre 1977 y 1983, y posteriormente como Presidente del mismo, desde 1984 hasta su desaparición. Fue Presidente del Comité Neoleonés de la Asociación Mexicana de Salud Mental de 1977 a 1980, Presidente fundador del Patronato de la Cruz Verde de Villa de García en 1978 y Delegado Médico del ISSSTE en Nuevo León entre 1981 y 1983.
Ostentó el cargo de Presidente del Patronato del Instituto Nacional de Psiquiatría Ramón de la Fuente, así como Miembro de su Junta de Gobierno desde 1983. En 1987 entró a formar parte en la prestigiosa Real Academia de Medicina de Cataluña como Académico Correspondiente. En 1991 fue miembro Fundador de la Federación Mexicana de Salud Mental. Dos años más tarde, recibía de manos del Secretario de Salud., el Dr. Jesús Kumate Rodríguez, la Medalla Conmemorativa del 50 Aniversario de la creación de la Secretaría de Salud, que le condecoraba como uno de los más destacados profesionales de la Medicina de México. En el año 2002 el doctor Camelo Martínez fue el principal promotor de la fundación del Colegio de Médicos Psiquiatras de Nuevo León, del cual fue Presidente Fundador. En 2003 recibía el Premio a la Excelencia Médica "Dr. Roberto Villarreal de la Garza" otorgado por el Colegio de Médicos del Estado de Nuevo León por su labor en el área de investigación.